# خمجية
خمجية أو سِبْسِيد (الاسم العلمي: Sepsis)، جنس حشرات من ذوات الجناحين وفصيلة الخمجيات.

## الأنواع
- S. barbata ثيودور بيكر (عالم حشرات), 1907
- S. biflexuosa Strobl, 1893
- S. cynipsea (كارولوس لينيوس، 1758)
- S. duplicata Haliday, 1838
- S. fissa ثيودور بيكر (عالم حشرات), 1903
- S. flavimana Meigen, 1826
- S. fulgens Meigen, 1826
- S. geniculata Bigot, 1891
- S. lateralis كريستيان رودولف فيلهلم فيدمان, 1830
- S. luteipes Melander & Spuler, 1917
- S. macrochaetophora Duda, 1926
- S. neglecta Ozerov, 1986
- S. neocynipsea Melander & Spuler, 1917
- S. nigripes Meigen, 1826
- S. niveipennis ثيودور بيكر (عالم حشرات), 1903
- S. orthocnemis ريتشارد كارل هيلمار فراي, 1908
- S. pseudomonostigma Urso, 1969
- S. punctum (يوهان كريستيان فابريكيوس, 1794)
- S. pyrrhosoma Melander & Spuler 1917[5]
- S. setulosa (Duda, 1926)
- S. spura Ang & Meier, 2010[6]
- S. thoracica (Robineau-Desvoidy, 1830)
- S. violacea Meigen, 1826
- S. zuskai Iwasa, 1982[7]